# سولفوکسید

گروه سولفینیل

سولفوکسید(به انگلیسی: Sulfoxide) در شیمی آلی به دسته‌ای از ترکیبات آلی گفته می‌شود که در آن گروه عاملی سولفینیل به دو اتم کربن متصل شده باشد. 